# Хмелевка (Кологривський район)
Хмелевка (рос. Хмелёвка) — присілок в Кологривському районі Костромської області Російської Федерації.
Населення становить 2 особи. Входить до складу муніципального утворення місто Кологрив.

## Історія
У 1936-1944 року населений пункт перебував у складі Горьковської області. Від 1944 належить до Костромської області.
Від 2007 року входить до складу муніципального утворення місто Кологрив.

## Населення
1. Н/Д[2]